# Karataou
Karataou (en kazakh : Қаратау - Montagne Noire) est une petite ville du Kazakhstan située à 100 km au nord ouest du siège administratif du district, Taraz, dans l'oblys de Djamboul.

## Description
Karataou est une oasis verte située sur les contreforts des montagnes Karataou. La ville compte environ 40 000 habitants dont 1/3 de kurdes.
Depuis décembre 2001, un observatoire sismologique de l'institut de géophysique d'Almaty a ouvert pour communiquer les données du Kazakhstan à l'organisation du Traité d'interdiction complète des essais nucléaires.
En 2009 démarre l'exploitation des mines d'uranium d'Akbastau et de Karataou appelée Budenovskoye 2.

## Paléontologie
Un Lagerstätte (dépôt sédimentaire qui contient une grande diversité de fossiles) a été découvert sur le territoire de la localité, recelant des fossiles du Trias (213-144 millions d’années).